# St. Michael (Feldkirchen)
Koordinaten: 50° 26′ 55,5″ N, 7° 25′ 25,2″ O
Die römisch-katholische Pfarrkirche St. Michael im Neuwieder Stadtteil Feldkirchen in Rheinland-Pfalz wurde ab Juni 1966 errichtet und am 17. Dezember 1967 von Bernhard Stein, Bischof vom Trier,  konsekriert. Die Kirche gehört zum Dekanat Rhein-Wied im Bistum Trier. St. Michael gehört seit 2009 zur Pfarreiengemeinschaft Neuwied.

## Geschichte
Die damals noch eigenständigen Gemeinden Fahr, Gönnersdorf, Hüllenberg und Wollendorf strebten zu Beginn der 1960er-Jahre an, ein eigenes kirchliches Zentrum zu errichten. 1963 stellte man einen Antrag beim Bistum Trier diese Gemeindeteile zu einer eigenen Kirchengemeinde zu erheben. Diesem Antrag wurde von der Bistumsleitung stattgegeben. 1966 wurden diese Gemeinden dann zusammen mit der Wüstung Rockenfeld zur Großgemeinde Feldkirchen zusammengeschlossen, wodurch die kommunale Gemeinde wieder mit der Kirchengemeinde deckungsgleich war. Am 9. Juni 1965 erhielt Dipl.-Ing. Hansjoachim Neckenig den Auftrag zur Planung des Pfarrzentrums. Am 12. Juni 1966 fand schließlich die feierliche Grundsteinlegung statt. Am 17. Dezember 1967 konnte die Kirche konsekriert werden. Im März 1968 wurde die erste Glocke geweiht. Im Jahr 1984 erhielten die Kirche und der Turm eine umfassende Sanierung des Betons und einen neuen Anstrich.
Im Jahr 1989 bekam die Pfarrkirche zwei neue Glocken. 2008 wurde auf dem Dach der Kirche eine Photovoltaikanlage mit 128 Solarzellen installiert. St. Michael ist bisher die einzige Kirche im Bistum Trier mit Solardach.

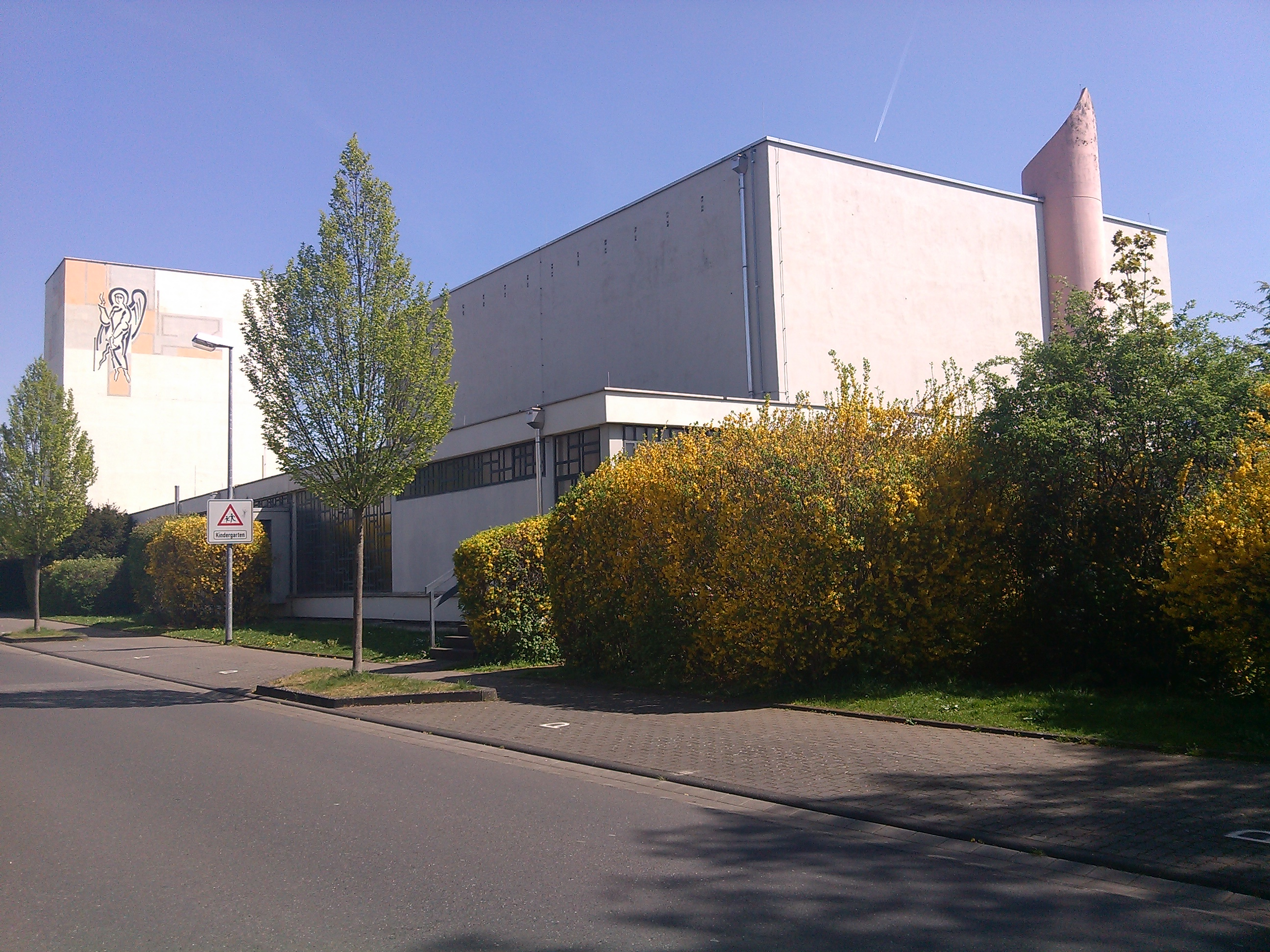
Pfarrkirche St. Michael